# Доктор Дулиттл 2
«Доктор Дулиттл 2» (англ. Dr. Dolittle 2) — американская комедия режиссёра Стива Карра и продолжение фильма «Доктор Дулиттл» (1998). Премьера состоялась 22 июня 2001 года.

## Сюжет
История о необычном враче, который понимает животных, продолжается, на этот раз ему предстоит наладить интимную жизнь медведя с медведицей, но проблема в том, что всю свою жизнь мишка жил в цирке, а о дикой природе ничего не знает. Так как они принадлежат к исчезающему виду — это поможет спасти лес — места обитания множества животных — от компании.

## В ролях
- Эдди Мерфи — доктор Джон Дулиттл
- Рэйвен-Симон — Шарис Дулиттл, дочь Джона
- Джеффри Джонс — Джо Поттер
- Кевин Поллак — Райли
- Кристен Уилсон — Лиза Дулиттл, жена Джона
- Кайла Прэтт — Майя Дулиттл
- Лиль Зейн — Эрик, парень Шарис
- Энди Рихтер — Юджин Уилсон
- Лоуренс Прессман — губернатор Калифорнии
- Стив Ирвин — камео

### Озвучивание животных
| Актёр                  | Роль                     | Животное              |
| ---------------------- | ------------------------ | --------------------- |
| Стив Зан               | Арчи                     | тихоокеанский медведь |
| Норм МакДональд        | Лакки                    | пёс                   |
| Лиза Кудроу            | Эва                      | тихоокеанский медведь |
| Майк Эппс              | Сонни                    | кадьякский медведь    |
| Джейкоб Варгас         | Пепито                   | хамелеон              |
| Майкл Рапопорт         | Джоуи                    | енот                  |
| Филип Проктор          | пьяная обезьяна          | обезьяна              |
| Айзек Хейс             | опоссум                  | опоссум               |
| Энди Дик               | Ленни                    | ласка                 |
| Джон Уизерспун         | старый медведь в тюрьме  | медведь               |
| Седрик «Развлекатель»  | молодой медведь в тюрьме | медведь               |
| Джейми Кеннеди         | пёс #1                   | пёс                   |
| Дэвид Кросс            | пёс #2                   | пёс                   |
| Боб Оденкирк           | пёс #3                   | пёс                   |
| Дэвид Делуиз           | рыба #1                  | рыба                  |
| Хэл Спаркс             | рыба #2                  | рыба                  |
| Рени Сантони Чич Марин | крыса #1                 | крыса                 |
| Джон Легуизамо         | крыса #2                 | крыса                 |
| Арнольд Шварценеггер   | белый волк               | волк                  |
| Кевин Поллак           | аллигатор                | аллигатор             |
| Джорджия Энджел        | жираф                    | жираф                 |
| Джой Лорен Адамс       | белка                    | белка                 |
| Мэнди Мур              | медвежонок-девочка       | медведь               |
| Фрэнки Мунис           | медвежонок               | медведь               |
| Майкл Маккин           | птица #1                 | птица                 |
| Дэвид Л. Лэндер        | птица #2                 | птица                 |
| Томас Кенни            | черепаха-мальчик         | черепаха              |
| Рене Тейлор            | черепаха-девочка         | черепаха              |
| Ричард Сарафьян        | Крёстный бобёр           | бобёр                 |
| Кион Янг               | летающая пчела           | пчела                 |
| Клайд Кусацу           | пчела                    | пчела                 |
| Тара Миркурио          | олень                    | олень                 |

## Критика
Фильм получил смешанные отзывы. Рецензия-опрос веб-сайта Rotten Tomatoes показала, что 43 % респондентов дали положительный отзыв о фильме.

## Саундтрек
Саундтреки к фильму представлены хип-хоп и R&B композициями, которые были выпущены 5 июня 2001 года компанией J Records.
1. «Cluck Cluck»- 3:59 (Product G&B & Wyclef Jean)
2. «Do U Wanna Roll» (Dolittle Theme)"- 4:33 (RL, Lil' Kim & Snoop Dogg)
3. «Tameeka»- 3:42 (Fabolous & Mario)
4. «Absolutely Not»- 3:35 (Deborah Cox)
5. «We Fit Together»- 3:58 (O-Town)
6. «Two Steps»- 4:17 (Jimmy Cozier)
7. «What It Is, Pt. 2»- 4:20 (Flipmode Squad, Busta Rhymes & Kelis)
8. «Rear View Mirror»- 4:05 (Alicia Keys)
9. «If I Was the One»- 4:21 (Luther Vandross)
10. «Makin' Me Feel»- 4:07 (Angie Stone)
11. «Life Is Good»- 4:05 (LFO & M.O.P.)
12. «Lookin' for Love»- 3:35 (Next & Lil' Zane)
13. «If I Knew»- 4:27 (Glenn Medeiros)